# دومینیک لوئیس
دومینیک الکساندر چارلز لوئیس (به انگلیسی: Dominic Alexander Charles Lewis) (زاده ۲۹ ژانویه ۱۹۸۵) آهنگساز و خواننده سینما و تلویزیون بریتانیایی است.
لوئیس در لندن، انگلستان به دنیا آمد و بزرگ شد. پدر و مادرش هر دو موزیسین هستند و او در سه سالگی شروع به یادگیری ویولنسل کرد.

## گزیده فیلم‌شناسی

### آهنگساز اصلی
- پرندگان آزاد (۲۰۱۴)
- داف (۲۰۱۵)
- فصل شکار: ابله وحشت‌زده (۲۰۱۵)
- هیولای پول (۲۰۱۶)
- مبارزه با مشت (۲۰۱۷)
- شب سخت (۲۰۱۷)
- پیتر خرگوشه (۲۰۱۸)
- مورمور ۲: هالووین جن‌زده (۲۰۱۸)
- جاسوس من (۲۰۲۰)
- پیتر خرگوشه ۲: فراری (۲۰۲۱)
- شوک (۲۰۲۱)
- کینگزمن (۲۰۲۱)
- قطار سریع‌السیر (۲۰۲۲)[۳]
- سرزنده (۲۰۲۲)
- شب خشونت‌آمیز (۲۰۲۲)
- سرقت (۲۰۲۴)
- مرد ساده لوح (۲۰۲۴)[۴]